# Isabel Magdalena de Pomerania
Isabel Magdalena de Pomerania (Wolgast, 14 de junio de 1580-Jelgava, 23 de febrero de 1649) fue duquesa consorte de Curlandia y Semigalia al casarse con el duque Federico Kettler.
Nació el 14 de junio de 1580 en el castillo de Volgaste, en la familia de Ernesto Luis de Pomerania-Wolgast, y su esposa Sofía Eduviges de Brunswick-Lüneburg.
El 14 de mayo de 1600, se casó con el duque Federico Kettler en Volga y recibió como regalo el castillo de Dobele, Jumpravmuiza, Mežmuiza, Ozolmuiza y más, más de 20 casas solariegas. En las fincas del Ducado, se prestó mucha atención a la horticultura y al cultivo de hierbas medicinales, que se utilizaron para la preparación de medicamentos.
Durante la negociación de la tregua de Jelgava en 1622 , en apoyo de los esfuerzos del duque Federico para garantizar la neutralidad de Curlandia y  Semigalia en la guerra polaco-sueca , desarrolló una amplia correspondencia con los gobernantes de diferentes países y sus esposas. [1]
Después de la muerte del duque Federico, se mudó al castillo de Dobele en noviembre de 1643, donde realizó extensos trabajos de construcción y mejora. El 15 de septiembre de 1646, la duquesa ordenó el establecimiento de la ciudad de Jaunjelgava (Friedrichstadt). Murió en el castillo de Dobele el 23 de febrero de 1649, enterrada junto a su esposo en la tumba del castillo de Jelgava .
- Datos: Q4946464
- Multimedia: Elisabeth Magdalena of Pomerania / Q4946464